# دیوید مارو
دیوید مارو (انگلیسی: David Marraud؛ زادهٔ ۳ اوت ۱۹۶۴) بازیکن فوتبال اهل فرانسه است.
از باشگاه‌هایی که در آن بازی کرده‌است می‌توان به باشگاه فوتبال نانت اشاره کرد.